# La Kermesse de l'Ouest (film, 1969)
Pour les articles homonymes, voir La Kermesse de l'Ouest.
Pour plus de détails, voir Fiche technique et Distribution.
La Kermesse de l'Ouest (Paint Your Wagon) est un film musical américain de Joshua Logan, sorti en 1969 et adapté de la comédie musicale éponyme de Alan Jay Lerner et Frederick Loewe, créée à Broadway en 1951.

## Synopsis
À l'époque de la ruée vers l'or en Californie vers 1850, Ben Rumson, un bagarreur alcoolique, et Pardner, un jeune agriculteur romantique du Michigan, découvrent de l'or et s'associent.
De nombreuses péripéties attendent les deux héros qui achèteront une femme aux enchères, détourneront une diligence et kidnapperont six prostituées, tout en jouant, chantant et buvant beaucoup.

## Fiche technique
- Titre original : Paint Your Wagon
- Titre français : La Kermesse de l'Ouest
- Réalisation : Joshua Logan
- Scénario : Paddy Chayefsky et Alan Jay Lerner
- Production : Alan Jay Lerner pour Malpaso Productions et Paramount Pictures
- Directeur de la photographie : William A. Fraker (et Loyal Griggs, seconde équipe)
- Cadreur : David M. Walsh
- Décors : John Truscott
- Direction artistique : Carl Braunger
- Musique : Frederick Loewe et Nelson Riddle ; musique additionnelle d'André Previn
- Montage : Robert C. Jones
- Pays de production : États-Unis
- Format : Couleurs (Technicolor) - 2,35:1 - 35 mm (gonflé en 70 mm)
- Genre : Film musical
- Durée : 166 minutes
- Date de sortie : 
  - États-Unis : 15 octobre 1969

## Distribution
- Lee Marvin (VF : René Arrieu) : Ben Rumson
- Clint Eastwood (VF : Jean Lagache) : Pardner
- Jean Seberg (VF : Perrette Pradier) : Elizabeth
- Ray Walston (VF : Guy Piérauld) : « Mad Jack » Duncan
- Harve Presnell : Rotten Luck Willie
- Tom Ligon
- Alan Dexter (VF : Henri Virlojeux) : Parson, le prédicateur
- William O'Connell (VF : Jacques Ciron) : Horace Tabor de Worcester
- Benny Baker (VF : Jacques Marin) : Haywood Holbrook
- Alan Baxter (VF : Serge Nadaud) : M. Fenty
- Paula Trueman : Mme Fenty
- Robert Easton
- Geoffrey Norman
- H.B. Haggerty (VF : Claude Bertrand) : Steve Bull
- Terry Jenkins
- Patricia Smith (non créditée) : une femme dans la salle de bal

## Autour du film
- Le rôle de Pardner fut à l'origine proposé à Franco Nero. L'acteur italien l'a décliné pour poursuivre sa carrière aux États-Unis. Il suggéra alors à la production de choisir plutôt Clint Eastwood qui, à ce moment-là, avait davantage de notoriété en Italie qu'en Amérique.
- Clint Eastwood et Lee Marvin interprètent eux-mêmes les 13 chansons du film. Ainsi, Wand'rin' Star (en), chantée par Lee Marvin avec sa voix grave et rocailleuse, connut un certain succès à l'époque. Le début des paroles est : I was born under a wandering star... (« Je suis né sous une étoile filante... »).
- Un avis de Clint Eastwood sur ce film : « J’ai vu des millions de dollars dépensés sur une stupidité comme “la Kermesse de l’Ouest”. J’ai juré que ça ne m’arriverait jamais[1]. » En effet, production coûteuse dès l'origine, « La Kermesse de l'Ouest » s'avéra finalement ruineuse pour la Paramount. Le tournage dura en effet pas moins de cinq mois, faisant passer le budget de 14 millions à environ 20 millions de dollars, somme colossale pour l'époque... Or le film reçut un très mauvais accueil, aussi bien sur le plan critique (malgré des nominations aux Golden Globes et aux Oscars) que quant au nombre d'entrées, d'où une perte sèche importante.
- Les Simpson rendent hommage à « La Kermesse de l'Ouest » dans le 11e épisode de la saison 9 : « Simpsonnerie chantante » (All Singing, All Dancing).
- Lorsque Romain Gary entend parler d'une idylle entre sa femme Jean Seberg et Clint Eastwood qui se serait nouée pendant le tournage du film, il prend l'avion et provoque l'acteur en duel au revolver, mais l'acteur américain se défile[2].